# Каменный Мост (село, Николаевская область)
Каменный Мост (укр. Кам'яний Міст) — село в Первомайском районе Николаевской области Украины.
Основано в 1700 году. Население по переписи 2001 года составляло 1092 человек. Почтовый индекс — 55231. Телефонный код — 5161. Занимает площадь 10 км².

## Местный совет
55231, Николаевская обл., Первомайский р-н, с. Каменный Мост, ул. Ленина, 98, тел. 66-5-01, председатель Троцкий Андрей Николаевич